# Jordbävningen i Whittier Narrows 1987
Jordbävningen i Whittier Narrows 1987 drabbade södra San Gabriel-dalen och närliggande samhällen i södra Kalifornien, USA klockan 07:42 (PDT) (UTC 15:42) den 1 oktober 1987. Magnituden 5,9, uppmättes ursprungligen till 6,0, men reviderades några dagar senare då mer data blev tillgängliga. Epicentrum var staden Rosemead, öster om Los Angeles, och djupet 9,5 kilometer.
Jordbävningen inträffade vid norra delen av Whittierförkastningen. Ingen spricka i ytan orsakades. 
Ett efterskalv med magnitud på 5,6 inträffade tre dagar senare klockan 03:59 , och orsakade fler skador, och ytterligare ett dödsfall.
Tre personer dödades, som ett direkt resultat av jordbävningen. En av de dödade var en arbetare från Southern California Edison som begravdes i ett jordskred vid Muir Peak-området i San Gabriel Mountains och som var sysselsatt med att installera ett fundament för ett högspänningskrafttorn norr om Pasadena.  Lupe Elias-Exposito dödades då en betongplatta föll ner på henne då hon, hennes syster och en vän var på väg från ett parkeringshus vid California State University, Los Angeles.  Fem andra dödsfall har indirekt tillskrivits händelser. Skador för $358 miljoner USD orsakades..

### Fotnoter
1. ↑  Shaw, John H.; Shearer, Peter M.. ”A Blind-Thrust Fault Beneath Metropolitan Los Angeles Identified from Seismic Reflection Profiles and Precise Earthquake Locations”. Arizona State University. Arkiverad från originalet den 4 maj 2014. https://web.archive.org/web/20140504111015/http://activetectonics.asu.edu/bidart/bibliography/bssa/bssa_92_8/shaw_plesch_dolan_pratt_fiore_2002.pdf. Läst 16 juli 2014.
2. ↑  ”Arkiverade kopian”. Arkiverad från originalet den 22 september 2008. https://web.archive.org/web/20080922145748/http://earthquake.usgs.gov/regional/states/events/1987_10_04.php. Läst 5 augusti 2008.
3. ↑  Rowshandel, B.; Reichle, M.; Wills, C.; Cao, T.; Petersen, M.; Branum, D.; Davis, J. (11 april 2006). ”Estimation of Future Earthquake Losses in California”. California Geological Survey. Arkiverad från originalet den 25 april 2006. https://web.archive.org/web/20060425231622/http://www.consrv.ca.gov/CGS/rghm/loss/index.htm. Läst 27 april 2006.